# 4 de l'Àguila
4 de l'Àguila (4 Aquilae) és una estrella de la constel·lació de l'Àguila. Té una magnitud aparent de +5,02.